# Postumt namn
Ett postumt namn är ett namn som tilldelats en person efter dennas död, ofta som en hedersbetygelse. Bruket är vanligt i flera ostasiatiska länder, framför allt vad gäller kungligheter i Japan, Kina, Korea och Vietnam.
I Japan får moderna kejsare (efter Meijirestaurationen) namnet på sin regeringsperiod som namn efter sin död, exempelvis Meiji. Historiskt har det postuma namnet ofta konstruerats genom olika kombinationer av tidigare kejsares namn, eller från namnet på kejsarens födelseplats.
Även vanliga medborgare kan få ett postumt namn, kaimyo, enligt buddhistisk tradition, men sådana namn används i själva verket sällan.
I Kina fick kejsaren alltsedan Kejsare Wendi under Handynastin postuma namn. Eftersom de postuma namnen ofta blev ohållbart långa (de inkluderade en mängd omdömen om kejsaren) användes oftare kejsarens tempelnamn, eller en kortare variant av det postuma namnet, efter dennes död. Som exempel lyder Shunzhi-kejsarens fullständiga postuma namn Tǐ tiān lóng yùn dìng tǒng jiàn jí yīng ruì qīn wén xiǎn wǔ dà dé hóng gōng zhì rén chún xiào zhāng huáng dì (體天隆運定統建極英睿欽文顯武大德弘功至仁純孝章皇帝, lyssna (fil)), vilket givetvis blir en smula knöligt att använda i vardagligt tal.